# Jônatas Santos Machado
Jônatas Santos Machado (Rio de Janeiro, 25 de outubro de 1992) é um futebolista paralímpico brasileiro, que se posiciona como zagueiro. Atualmente, atua na seleção brasileira de futebol de 7, exclusiva a deficientes intelectuais; na qual representou seu país nos Jogos Olímpicos de Verão de 2016, no Rio de Janeiro.